# Yama (Boundiali)
Yama este o comună din departamentul Boundiali, regiunea Savanes, Coasta de Fildeș.